# Jorge Montealegre
Jorge Montealegre Iturra (Santiago, 1954) es un poeta, periodista, ensayista y guionista de humor de Chile.

## Biografía
Nació en Santiago, hijo del segundo matrimonio de Alberto Montealegre Díaz. Es medio hermano, por parte paterna, del abogado Hernán Montealegre, del fotógrafo Marcelo Montealegre y del arquitecto Alberto Montealegre.
A los 17 años, después del golpe de Estado de Pinochet, fue detenido cuando los militares allanaron la casa de los familiares en la que estaba viviendo. En esa época militaba en la Izquierda Cristiana pero sin ocupar un puesto dirigente. Estuvo en varios centros de detención de la dictadura militar: la Escuela Militar de Santiago, el Estadio Nacional y el campo de prisioneros Chacabuco.
Fue en la prisión política donde dio sus primeros pasos literarios y obtuvo su primer galardón: en Chacabuco lo premiaron con "un diploma y un tarrito de Nescafé".Su paso por el campo de concentración del Estadio Nacional está plasmado en su libro Frazadas del Estadio Nacional, publicado en 2003.
Tras su liberación, partió al exilio. En Roma, en 1975, publicó su testimonio Chacabuco. Luego vivió en Francia, donde nació en 1978 su hija Natalia. En París editó la revista Barco de Papel, que circulaba dentro de la comunidad latinoamericana; allí, entre 1978 y 1979, salieron 6 números, más uno que quedó inédito.
Está casado con la narradora Pía Barros; son pareja desde principios de los años 1980 y tienen dos hijas: Abril, artista textil, y Miranda, escritora.

## Trayectoria literaria
Regresó a Chile al año siguiente. Trabajó en publicidad como redactor creativo y guionista de humor gráfico. Siguió, ahora clandestinamente con Barco de Papel (1980-82: 3 números, de los cuales uno permaneció inédito), coeditó la revista La Castaña (1982-87), sacó el clandestino Boletín Cultural e hizo una tira cómica grande, semanal, con Eduardo de la Barra en La Tercera. Entonces, ha relatado, "me profesionalicé. Trabajé mucho tiempo haciendo chistes, he hecho chistes en Condorito, en Topaze".
Diplomado en gerencia pública, se ha desempeñado como gestor cultural, ha sido encargado de extensión en la Universidad de Santiago de Chile, profesor de periodismo y diseño gráfico.
Ha recibido varios premios, tanto por su poesía como por sus memorias, entre los que destacan el Municipal, el Mejores Obras Publicadas del Consejo Nacional del Libro y la Lectura y el Altazor.

## Obras
- Chacabuco, testimonio, edición en mimeo, Roma, 1974
- Huiros, poesía, Ediciones Camilo Torres, París, 1979
- Lógica en Zoo, Ed. Hernán Venegas, Santiago, 1981
- Astillas, Ediciones Tragaluz, Santiago, 1982
- Exilios, en coautoría con Bruno Serrano; Tragaluz, Santiago, 1983
- Título de dominio, poesía, Tragaluz, Santiago, 1986
- Von Pilsener, primer personaje de la historieta chilena, recopilación y notas Jorge Montealegre y Héctor Morales, Asterion, Santiago, 1993
- Bien común, poesía, Editorial Asterión, Santiago, 1995
- Rostros y rastros de un canto, en coautoría con el fotógrafo Antonio Larrea, Ediciones Nunatak, Santiago, 1997
- Puro Chile. Sátira humorística y (anti)patriótica, dibujos de Hervi, Rufino, De la Barra, Palomo; LOM, Santiago, 1998
- Huesos, Geo&Black editores, Santiago, 2003 (Mosquito Comunicaciones, 2006)
- Frazadas del Estadio Nacional, memorias, prólogo de Armando Uribe; LOM Ediciones, Santiago, 2003
- Prehistorieta de Chile, del arte rupestre al primer periódico de caricaturas, DIBAM / Editorial RIL, Santiago, 2003
- No se puede evitar la caída del cabello, poesía, Asterión, 2007
- Historia del humor gráfico en Chile, 2008
- Apariciones y desapariciones de Luis Jiménez, Asterión, 2011
- Coré, el tesoro que creíamos perdido, Asterión, 2012
- Carne de Estatua. Allende: caricatura y monumento, ensayo, Mandrágora, 2014
- Sentido del Rumor. Monitos y monadas bajo dictadura, dibujos de Eduardo de la Barra, Luis Albornoz, editorial Asterion, 2019[17]

## Premios y reconocimientos
- Diploma en el Festival de la Poesía y la Canción de Chacabuco, 1974
- Premio Palabras para el Hombre (Agrupación Cultural Universitaria, compartido con Sergio José González)
- Primer Premio en el Concurso Nacional de Poesía Joven Pablo y Gabriela (diario La Tercera y Corporación Arrau)
- Premio Mila Oyarzún (otorgado por la Comisión Chilena de Derechos Humanos)
- Beca Guggenheim (1989), que le permitió escribir Historia del humor gráfico de Chile
- Premio Municipal de Literatura de Santiago 1996 por Bien común
- Premio Mejores Obras Literarias Publicadas 1996 por Huidobro, la marcha infinita (Consejo Nacional del Libro y la Lectura)
- Premio Altazor 2004, categoría ensayo, por Frazadas del Estadio Nacional
- Premio Altazor 2008, categoría poesía, por No se puede evitar la caída del cabello
- Premio Mejores Obras Literarias Inéditas 2014 por el ensayo Carne de Estatua. Allende: caricatura y monumento (Consejo Nacional del Libro y la Lectura)